# Montello (Nevada)
Montello – jednostka osadnicza w Stanach Zjednoczonych, w stanie Nevada, w hrabstwie Elko.